# 알고도네로스 데 과사베
알고도네로스 데 과사베(스페인어: Algodoneros de Guasave)는 멕시코 시날로아주 과사베를 연고지로 하는 프로 야구팀이다. 멕시코 태평양 리그 소속이며, 에스타디오 프란치스코 카란자 리몬 야구장을 홈구장으로 사용하고 있다. 총 1회의 리그 우승을 차지하였다.

## 야구단 정보
| 감독   | 마티아스 칼리요 |
| 투수   | 36 알렌 게레로 · 92 프란치스코 코르도바 · 48이스마엘 카스티요 · 71 안토니오 가르존 · 19 조지 L. 카스티요 · 47 살바도르 로블레스 · 80 아드리안 라미레즈 · 32 옌시 브라조반 · 18 마우리시오 라라 · 44 로베르토 노보아 · 54 다니엘 게레로 · 91 케니 레이 · 39 닉 비어브로드트 · 56 세르지오 모라 · 23 호세 바라자스 |
| 포수   | 70 가브리엘 구티에레즈 · 53 호세 H. 펠릭스 |
| 내야수 | 50 마샬 맥도갈 · 13 호세 M. 로드리게스 · 78 프란치스코 멘데즈 · 35 헤수스 로페즈 · 43 루이스 보르게스 · 49 제페트 아마도르 · 9 에프렌 에스피노자 |
| 외야수 | 8 레오나르도 헤라스 · 26 이반 아라우조 · 14 에드아르도 아레돈도 · 25 마리오 발렌주엘라 |